# Schmierblutung
Schmierblutung nennt man bei der geschlechtsreifen Frau einen bräunlichen Ausfluss aus der Vagina, der außerhalb der Menstruation als zusätzliche, (sehr) schwache Blutung auftreten kann.
Auch der aus dem Englischen entlehnte Terminus Spotting bezeichnet Schmierblutungen, deren Ursachen vielfältig sind und die man nicht primär als Menstruationsstörung interpretieren darf. Spotting ist eine regelmäßige Zusatzblutung, die prä- oder postmenstruell und mittzyklisch auftreten kann; man spricht beim mittzyklischen Spotting von einer Zwischenblutung (Synonym) und bei einer zyklusunabhängingen überlangen Zusatzblutung spricht man von Metrorrhagie.
Auch die eigentliche Menstruation kann krankheitsbedingt als Schmierblutung auftreten. Sie kann durch eine Störung des hormonellen Gleichgewichts oder durch Entzündungen entstehen, muss jedoch nicht krankheitsbedingt sein. Schmierblutungen treten vorrangig bei Zyklus- oder auch bei Hormonstörungen während der Schwangerschaft auf. Im letzteren Fall vermitteln sie den Anschein zu menstruieren, obwohl eine Schwangerschaft besteht.
Weitere Formen:
- Eine Ovulationsblutung ist eine leichte und kurze Blutung. Sie findet zur Zeit des Eisprungs statt. In einem normalen Zyklusablauf fällt das Hormon Östrogen kurz nach dem Eisprung deutlich ab. Dieser Abfall der Hormonwerte kann eine Blutung auslösen.
- Schmierblutungen bei Einnahme der Antibabypille kommen häufiger dann vor, wenn die Pille einen niedrigen Östrogenanteil hat.
- Blutungen durch ein verletztes Gefäß in der Vagina, zum Beispiel während oder nach dem Geschlechtsverkehr. Sie ist meist eine hellrote Blutung.
- Eine Einnistungsblutung (Implantationsblutung) begründet sich durch die Einnistung eines Embryos in der Gebärmutterschleimhaut. Dort eröffnen sich mütterliche Blutgefäße, jedoch geschieht dies normalerweise unbemerkt. Die Einnistungsblutung wird auch Nidationsblutung genannt. Eine Einnistungsblutung findet meist zum Zeitpunkt der nächsten, erwarteten Menstruation statt. In nur etwa 4 % aller Fälle ähnelt sie aber der Periode in Stärke und Dauer, meist fällt die Einnistungsblutung kürzer und schwächer aus.[4]

Durch die Beobachtung und Analyse der Basaltemperatur kann der Zeitpunkt der auftretenden Blutung innerhalb des Menstruationszyklus bestimmt werden. Die ist bei der Bestimmung der Blutungsart hilfreich. Ausgenommen sind Frauen, die hormonelle Empfängnisverhütung nutzen, da die Messung der Basaltemperatur in diesem Fall nicht aussagekräftig ist.